# Turkmenský cestovní pas

Turkmenský cestovní pas

Turkmenský cestovní pas (turkmensky: Türkmenistanyň raýatynyň biometriki maglumatly pasporty) se vydává občanům Turkmenistánu pro účely cestování do zahraničí a opravňuje držitele k ochraně konzulárních úředníků Turkmenistánu v zahraničí. Vydává jej Státní migrační služba Turkmenistánu.

## Vízové požadavky

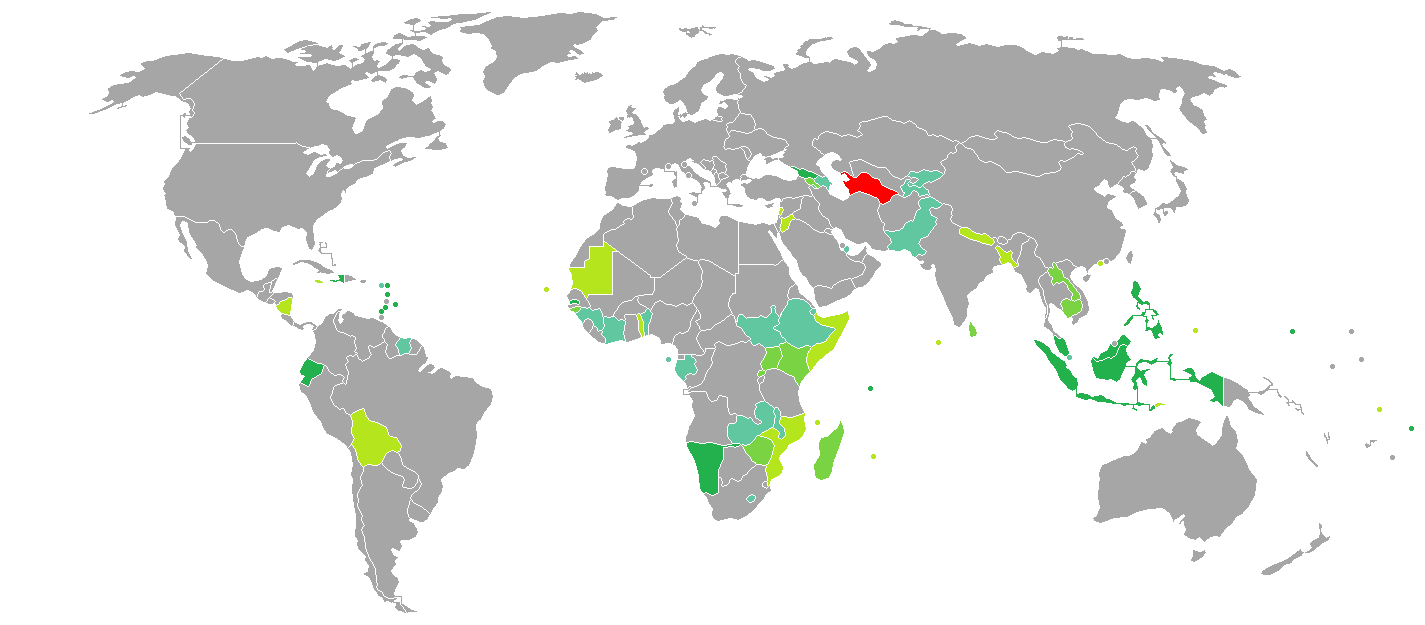
Země a území s bezvízovým vstupem nebo vízy při příjezdu pro držitele běžných turkmenských pasů